# Sasol
Sasol (originariamente Suid Afrikaanse Steenkool en Olie - Sud Africana Carbone e Petrolio) è una compagnia sudafricana operante nei campi dell'estrazione mineraria, dell'energia, della chimica e dei combustibili sintetici. In particolare, la Sasol produce con elevata efficienza benzina e diesel a partire da carbone e gas naturale; ciò utilizzando la sintesi di Fischer-Tropsch.
La compagnia ha impianti a Sasolburg e Secunda e partecipazioni in progetti in sviluppo in Qatar (Oryx GTL), Iran (Arya Polymers) e Nigeria (Escravos GTL).
Sasol è stato più volte sponsor sulla divisa da gioco della nazionale di rugby a XV del Sudafrica, gli Springboks e della squadra di volo acrobatica "Sasol Tigers".
In Italia, Sasol è presente con tre stabilimenti ad Augusta (Siracusa), Terranova dei Passerini (Lodi) e Sarroch (Cagliari) e con una sede a Milano, per un totale di circa 600 dipendenti e un fatturato di circa 1 miliardo di euro. Si producono principalmente prodotti intermedi chimici e materie prime (alcoli semi-lineari, lineari e ramificati), le cui principali applicazioni riguardano la detergenza (detersivi per il bucato e prodotti per la pulizia della casa), il Personal Care (bagnoschiuma, shampoo, profumi, creme viso e corpo) ed altri settori industriali come quello dei lubrificanti, delle vernici, dei solventi e il jet fuel (il carburante per gli aerei).
Il sito di Augusta è leader europeo nella produzione di alchilati e di intermedi destinati al mercato della detergenza: sono in produzioni impianti di LAB (Linear-alchil-benzene), alcohols, n-paraffine e n-olefine. La posizione risulta strategica in quanto le principali materie prime provengono dalle vicine raffinerie (in particolare Sonatrach). Il sito ha in couso con la Marina Militare un pontile con due accosti per la ricezione di materie prime e la spedizione di prodotti finiti.
Il sito produttivo di Sarroch è all’interno del complesso petrolchimico della SARLUX.
Il sito produce n-paraffine la maggior parte per uso interno a Sasol Italy (impianti di Augusta). Le materie prime (kerosene e gasolio) provengono dalla vicina raffineria SARAS, una delle più grandi in area mediterraneo. SARAS inoltre fornisce le utilities
(acqua industriale, energia elettrica, trattamento dei reflui, ammine per la desolforazione degli off gas, etc.) e servizi logistici (portineria, pontile, antincendio, etc.).
Il sito di Terranova dei Passerini produce prodotti etossilati, solfonati ed eto-solfonati per il mercato della detergenza e del personale care. I prodotti, oltre un centinaio, si diversificano per la loro formulazione in modo da far fronte alle numerose specifiche di produzione dei clienti.Il sito di Terranova ha la peculiarità di essere collegato tramite un tratto di ferrovia privata alla stazione di Casalpusterlengo per il trasporto di ossido di etilene. Le spedizioni dei prodotti avvengono via terra.
La sede direzionale Sasol di Milano è ubicata in Viale Forlanini 23, in uno stabile di recente realizzazione di ERIDANUS S.p.A. La posizione risulta ottimale in quanto vicina all’aeroporto di Linate ed alla tangenziale ovest. È inoltre servita dai mezzi pubblici e conta circa 93 dipendenti.
Per Sasol la Sostenibilità rappresenta non un vincolo, ma un obiettivo da raggiungere nella direzione di un miglioramento continuo, mediante la costante attenzione all’ambiente, alla salute e sicurezza dei lavoratori e al territorio circostante.
Per questo l’azienda si impegna quotidianamente a investire tempo e risorse per lo Sviluppo Sostenibile, mettendo in campo tutte le possibili azioni concrete oggi rese disponibili dalle tecnologie e dall’evoluzione delle buone pratiche, applicando tutti gli standard di eccellenza e condividendo questi obiettivi con il personale sia interno che esterno, per stimolare un approccio proattivo da parte di tutti.
Sasol Italy produce e commercializza tensioattivi e alcoli grassi di alta qualità. Inoltre, Sasol in Europa commercializza paraffine e cere sintetiche Fischer-Tropsch, nonché emulsioni, petroleum jelly e specialità inorganiche, ad esempio allumina ad alta purezza.